# Neue Galerie Dachau

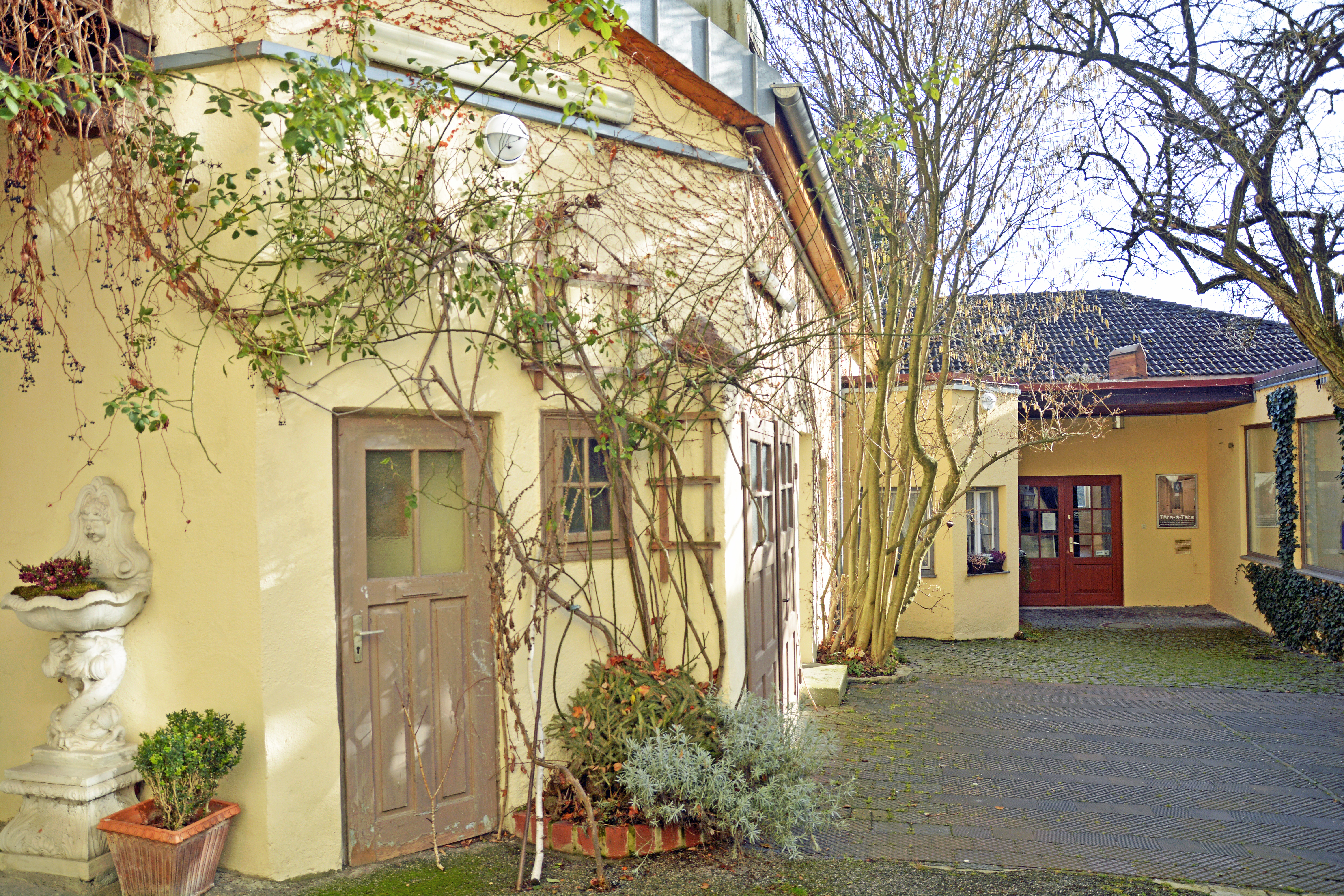
Hofeingang der Galerie in der Konrad-Adenauer-Straße 20 in der Altstadt

Die Neue Galerie Dachau war ein von 1992 bis 2025 bestehender Ausstellungsraum für zeitgenössische Kunst in Dachau. Die Räumlichkeiten befanden sich in der Dachauer Altstadt unweit der Gemäldegalerie und des Bezirksmuseums.

## Ausstellungen
Pro Jahr zeigte die Galerie im Wechsel bis zu vier Ausstellungen. An die Tradition der Künstlerkolonie Dachau anknüpfend, greifen diese immer wieder das Thema Landschaft auf. Unter anderem stellten hier aus: Urs Lüthi (1992), Michael Wesely (1994), Jerry Zeniuk (1994), Rudi Tröger (1994), Bodo Buhl (1995), Timm Ulrichs (1997/2017), Gerhard Richter (1998), Peter Wüthrich (1999) und Herlinde Koelbl (2016). Als weitere Künstler sind zu nennen: Beate Passow (1997), Siegrun Appelt (2000), Sabine Haubitz und Stefanie Zoche (2001), Jörg Koopmann (2003), Lilo C. Karsten (2004), Katharina Gaenssler (2010), Sigrid Neubert (2014), Christian Jasper und Jochen Pankrath (2019).

## Geschichte
Im Dezember 1991 übernahm der Zweckverband Dachauer Galerien und Museen die Räume des Kunstbetriebs e. V., der in einer ehemaligen Fabrik in der Brunngartenstraße fünf Jahre lang zeitgenössische Kunst, vor allem aus der Region, präsentiert hatte. Am 25. September 1992 wurde in der Neuen Galerie die erste Ausstellung eröffnet. Im Januar 2011 zog die Galerie aus den Fabrikräumen am Mühlbach aus und bekam nach einem mobilen Jahr neue Räume in der Dachauer Altstadt. Die Jubiläumsausstellung zum 25. Geburtstag im Herbst 2017 war die 113te.
Im Oktober 2024 kündigte der Zweckverband an, die Neue Galerie zum 1. Mai 2025 zu schließen.